# Vincenzo Zitello
Vincenzo Zitello (Modena, 13 dicembre 1956) è un arpista, compositore e polistrumentista italiano.
Dal finire degli anni Settanta è stato  il primo a suonare l'arpa celtica in Italia.

## Biografia
Avvicinatosi allo studio della musica in giovane età, con il flauto traverso, la viola e il violoncello, nel 1975 ha fatto parte con Franco Battiato del Telaio Magnetico come violista e successivamente, dal 1977, si è dedicato all'arpa celtica con Dominig Bouchaud, Mariannig Larc'hantec e Lisetta Paleari. Ha inoltre studiato il canto gaelico e brittonico con Alan Stivell.
Tra il 1988 e il 1993 collabora con Ivano Fossati negli album La pianta del tè (1988), Discanto (1990), Lindbergh - Lettere da sopra la pioggia (1992), Dal vivo volume I - Buontempo (1993) e Dal vivo volume 2 - Carte da decifrare.
È autore anche di musiche religiose, tra cui una Ave Maria per le Edizioni Paoline, eseguita a Loreto in presenza di Giovanni Paolo II, 
Ha collaborato con molti artisti, in particolare con Franco Battiato, Alan Stivell, Ivano Fossati, Tosca, Fulvio Renzi, Rossana Casale, Alice e i Pooh, partecipato a oltre 170 album e contribuendo così a una vasta gamma di progetti musicali e poetici, tra i quali un tributo a Fernanda Pivano da lui tenuto con il poeta Allen Ginsberg.
La sua produzione musicale include album solistici e lavori orchestrali, spesso ispirati a tematiche letterarie, filosofiche, esoteriche e simboliche. 
Con i suoi studi ha contribuito, infine, alla riscoperta dell'arpa viggianese. 

## Discografia

### Album in studio
- 1987 - Et vice versa (Virgin Dischi, SLLP 006; collana Stile Libero)
- 1988 - Kerygma (Epic, 465181 1)
- 1994 - La via (DDD - La Drogueria di Drugolo, 74321 18905 2; distribuzione: BMG Ariola)
- 1998 - Aforismi d'arpa (RTI S4/Sony Music, 8012842130427)
- 2004 - Solo (Telenn)
- 2007 - Atlas (Telenn)
- 2011 - Talismano (Telenn)
- 2014 - Infinito (Telenn)
- 2017 - Metamorphose XII (Telenn)
- 2019 - Anima Mundi (Telenn)
- 2021 - Mostri e prodigi (Telenn)
- 2023 - Le voci della rosa (Telenn)
- 2025 - Graal  (Telenn)

### Album dal vivo
- 2001 - Concerto (Live Vincenzo Zitello Trio) (Felmay, FY 21750 8035 2; pubblicato come Vincenzo Zitello Trio)

### Singoli
- 1985 - Fill/Maren (EMI, 06 1187307; pubblicato a nome 'A Sciara)

### Collaborazioni discografiche
- 1979 - Francesco Magni - Il paese dei bugiardi (Ariston – AR/LP/12344)
- 1984 - Nicola Frangione – Italic Environments
- 1986 - Alice - Park Hotel (EMI – 64 1187711)
- 1987 - Ivano Fossati - La pianta del tè (CBS – 460664 1)
- 1988 - Underground Life - 'Gloria Mundi (Hiara Records – HR 53705)
- 1990 - Quiet Force – 'The Maior and Miror Things (Les Folies Art – LFAD 12199
- 1990 - Ivano Fossati - Discanto (Epic – EPC 467079 1)
- 1991 - Mario Castelnuovo -Come sarà mio figlio (RCA Italiana – PL 75010)
- 1992 - Ivano Fossati - Lindbergh - Lettere da sopra la pioggia (Epic – EPC 471496 1)
- 1993 - Teresa De Sio - La mappa del nuovo mondo (CGD – 4509-93545-2)
- 1993 - Ivano Fossati - Buontempo' Volume 1 Live Teatro Ponchielli Cremona (Epic – EPC 473901 2)
- 1993 - Ivano Fossati - Carte da decifrare Volume 2 Live Teatro Ponchielli Cremona (Sony Music – 88697762852)
- 1993 - The Gang - Storie d'Italia (CGD – 4509 92426-1)
- 1993 - Cardinale/Parravicini - Canto D'amore (DDD – 74321-12353-2)
- 1993 - Bouchaud/Colas - Heol Dour (Keltia Musique – KMc 40)
- 1994 - Dagda Morrigan - Tir na nog
- 1994 - Claudio Rocchi - Claudio Rocchi (Mercury – 522 883-2)
- 1995 - Massimo Arrigoni - The Beat Generation
- 1995 - Casale/Zitello - Laudate Dominum
- 1995 - Mara - Mara (Psycho, 07432 12648829)
- 1995 - Tosca - Incontri e Passaggi (Rca – 74321461192)
- 1996 - Pooh - Amici per sempre  (CGD East West – 0630 15818-2)
- 1997 - Quartetto Borciani - Razmatazz (Felmay – fy 7003, New Tone Records – 21750 7003 2)
- 1998 - Gai Saber - Espirit de Frontiera (Gai Saber (2) – GS 01)
- 1998 - Alice - Exit  (WEA – 3984-24879-2)
- 1999 - Arcari/Corsi/Salis/Dalla Porta - Il viandante immaginario (	EGEA – SCA 073)
- 2000 - Musica Caeli - Concerto per il Giubileo (Famiglia Cristiana – FC0001CD)
- 2001 - Gaspare Bernardi - L'arco Terrestre (Amiata Records – ARCD 0701)
- 2002 - I Luf - Ocio ai Luf (UPR Folkrock – UFR 0017)
- 2003 - La Lionetta - Arzan (FolkClub Ethnosuoni – ES 5331, FolkClub Ethnosuoni – ES5331)
- 2003 - Dodi Battaglia - Assolo (Più In Alto – 5050466683922)
- 2003 - Greenoch - Greenoch
- 2003 - Vibrarpa - Scianti (Ikona Edizioni)
- 2003 - Tilion - Insolitariamente (Mellow Records – MMP 438)
- 2004 - Dino Betti Van Der Noot - Ithaca (Soul Note – 121399-2)
- 2004 - La Sedon Salvadie - Il cielo d'Irlanda
- 2004 - Lou Dalfin - L'oste del Diau
- 2004 - Francesco Magni - Scigula
- 2004 - Tao Alchemic Simphony - Tao
- 2004 - Carmelo Salemi - A sud dell'anima (FolkClub Ethnosuoni – ES5351)
- 2005 - Maurizio Camardi - Impronte (Caligola – 2073)
- 2007 - Luf - So nahit'h val Camonega
- 2007 - Roberto Tardito - Controvento
- 2007 - Dino Betti Van Der Noot - The Humming cloud (Sam Productions (2) – SAM 9008)
- 2008 - Piazza/Brahms - Ashbrah
- 2008 - Colossus Project - The Empire & the Rebellion (Musea – FGBG 4700)
- 2008 - Piazza/Brahms - Tiakuraka
- 2008 - Ivano Fossati - Musica moderna (Capitol Music – 5099923781825, EMI – 5099923781825)
- 2008 - Francesco Magni - Balada del Balabiott
- 2008 - Fabio Caucino - Passeggero dell'anima
- 2009 - Beppe Barra - N'attimo Marocco Music - MARM/012
- 2009 - Dino Betti Van Der Noot - God Save the Earth (Sam Productions (2) – SAM 9026)
- 2009 - Daal- Disorganicorigami
- 2010 - Lepricorns - La Figlia del vento
- 2010 - Duo Mille Miglia - A musical Journey
- 2010 - Girotondo D'arpe - Wandering Harps
- 2011 - Yo Yo Mundi - Munfrâ (Felmay – fy 8178)
- 2011 - Maura Susanna - Terra Mia
- 2011 - Stefano Melone e Vincenzo Zitello - Cosmos Orchestra
- 2012 - Dino Betti Van Der Noot - September's New Moon (SAM Productions (2) – SAM 9036)
- 2012 - Emanuela Degli Esposti - Valse, arabesque, ballade, berceuse(Tactus)
- 2012 - Ar Nevez - Canntaireachd (Marzelle – MARZ013)
- 2012 - Daal - Dodecahedro
- 2012 - Zu Gruve - Summer Vibes
- 2012 - Girotondo d'arpe - For Christmas
- 2013 - I Luf - Mat e Famat
- 2013 - Dino Betti Van Der Noot - Dreams Are Made On (EGEA – INC 168)
- 2013 - Nichelodeon - Bath Salts
- 2014 - Alberto Patrucco /Andrea Mirò - Segni (e) Particolari (Sony Music – 88843039852)
- 2015 - Girotondo D'arpe - Girotond & Friends
- 2015 - Leggend and Prophecy - Crohm
- 2015 - Massimo Donno - Partenze (Visage Music – VM3007, Visage Music – 012957.99120)
- 2015 - Dino Betti Van DerNoot - Notes are but wind
- 2016 - Uaragniaun - Primitivo(Suoni della Murgia SDM003)
- 2016 - Flo Gaggiano - Il mese del rosario
- 2016 - Fufluns - Spaventapasseri
- 2017 - Prowler - Navigli Riflessi
- 2017 - Massimo Priviero - All'Italia (Edizioni Musicali Moletto – ME 035 CD)
- 2017 - Dino Betti Van Der Noot - Où Sont Les Notes D'Antan ?
- 2018 - Maurizio Geri - Perle D'Appennino (Visage Music – VM 3017)
- 2018 - Alessandro Parente - Storia di un antico Suonatore
- 2018 - The Magic Door
- 2019 - Alan Stivell - Uman-Kelt Human~Kelt (World Village Records, PIAS)
- 2019 - Dino Betti Van Der Noot -Two ships in the night
- 2019 - Martina Novelli-Yo
- 2020 - ZDL V.Zitello - D. Di Bonaventura - C. La Manna -Nudo
- 2021 - Alfio Costa - Frammenti (Ma.Ra.Cash Records – MRC093)
- 2021 - Paola Tagliaferro Paola Tagliaferro - Sings Greg Lake  (Owl Records (7) – OWL4TP)
- 2021 - Arthuan Rebis -Sacred Woods
- 2021 - Dino Betti Van Der Noot - The silence of the broken lute (Audissea – ada 015)
- 2021 - Nikelodeon - Incidenti
- 2021 - Max Manfredi - Il grido della fata (Maremmano Records – MRM 025-2)
- 2021 - Osanna - Il Diedro del mediterraneo (Afrakà – DDM2021)
- 2022 - Zorama - Conteremo i fiori di un giardinoLA CELLULA/MAXSOUND
- 2022 - L'arcaico raggio - L'arcaico raggio (Fairylands Records – 001-2020)
- 2022 - Enten Hitti - La via lattea (Artisti Del 900 – AD9 011)
- 2022 - L'arcaico Raggio-Il signore della ruota. Ode ai quattro elementi. STAMAN (9791281045125)
- 2023 - Renato Franche & His Band Attimi di infinito.
- 2023 - Giuliano Mattioli .Notte. Solo Harp Nocturnal Works Of The 20th Century (Da Vinci Classics – C00720)
- 2023 - Dino Betti Van Der Noot- <let us ecount our Dreams Audissea (Audissea – ada 015)
- 2024 - Giada Colagrande- Agadez Queendoms
- 2024 - Ilenia Romano- Arbore Femina (Moonlighte Records)
- 2024 - Laerte Scotti- Dediche (Radici records)
- 2024 - Camerata Mediolanense- Atalanta Fugiens (Auerbach)
- 2024 - Davide Matrisciano - Libidal (La Cellula Records/Maxsound)
- 2025 - Banda Solìa-"Ël Bal ëd la Còrda"
- 2025 - Terra Di Benedetto/Albergo Intergalattico Spaziale-"Navicomete" Psych-Out Records (PO-33048)
- 2025 - Mariano Deidda canta Pirandello - "Girgenti" (Macchiavelli music)
- 2025 - Enten Hitti - Mistiche ribelli (Lizard records)

## Collaborazioni letterarie
- 2021 - Mostri e prodigi - Elisabetta Motta Pendragon -ISBN 978-88-3364-317-5 Collana: Varia - 353
- 2022 - Le voci delle rosa - Elisabetta Motta Pendragon -ISBN 978-88-3364-501-8 Collana: Varia -379

## Premi
- 1985 "Gondola D'Argento" Mostra internazionale di musica leggera
- 2003 "Premio alla memoria di Roberto "Gritti"
- 2004 "Come Arpista Emerito Monza "
- 2009 "Città di Ischia Benessere 2009".
- 2012 "Celtica 2012 "
- 2012 "Arpa Viggianese 2012"
- 2012 "Protagonisti in Musica 2012 comune di Terzo e Acqui Terme
- 2012 "Pavone D'oro Canavese 2012"
- 2017 " Acousticology 2017"
- 2018 "Celtica " Dispensatore di Sogni "
- 2019 "Teatro Festival Valtellina 2019 Musica "